# Tressin
Tressin est une commune française située dans le département du Nord (59), en région Hauts-de-France. Elle fait partie de la Métropole européenne de Lille.

## Géographie

### Situation
La commune se situe  en bordure de la rivière de la Marque à 9,6 km à l'est de Lille, dans le Mélantois en Flandre romane, à la limite des pays de Ferrain et de Pévèle.
1. Carte dynamique
2. Carte Openstreetmap
3. Carte topographique
4. Carte avec les communes environnantes

### Communes limitrophes
|                   | Villeneuve-d'Ascq | Willems (par un quadripoint) |
| Villeneuve-d'Ascq | Tressin           | Chéreng                      |
|                   | Anstaing          |                              |

### Hydrographie

#### Réseau hydrographique
La commune est située dans le bassin Artois-Picardie. Elle est drainée par la Marque,.
La Marque, d'une longueur de 32 km, prend sa source dans la commune de Thumeries et se jette  dans le canal de Roubaix à Wasquehal, après avoir traversé 25 communes. Les caractéristiques hydrologiques de la Marque sont données par la station hydrologique située sur la commune. Le débit moyen mensuel est de 0,836 m3/s. Le débit moyen journalier maximum est de 12,714 décembre 196 610,8 m3/s, atteint le 4 mars 2024.

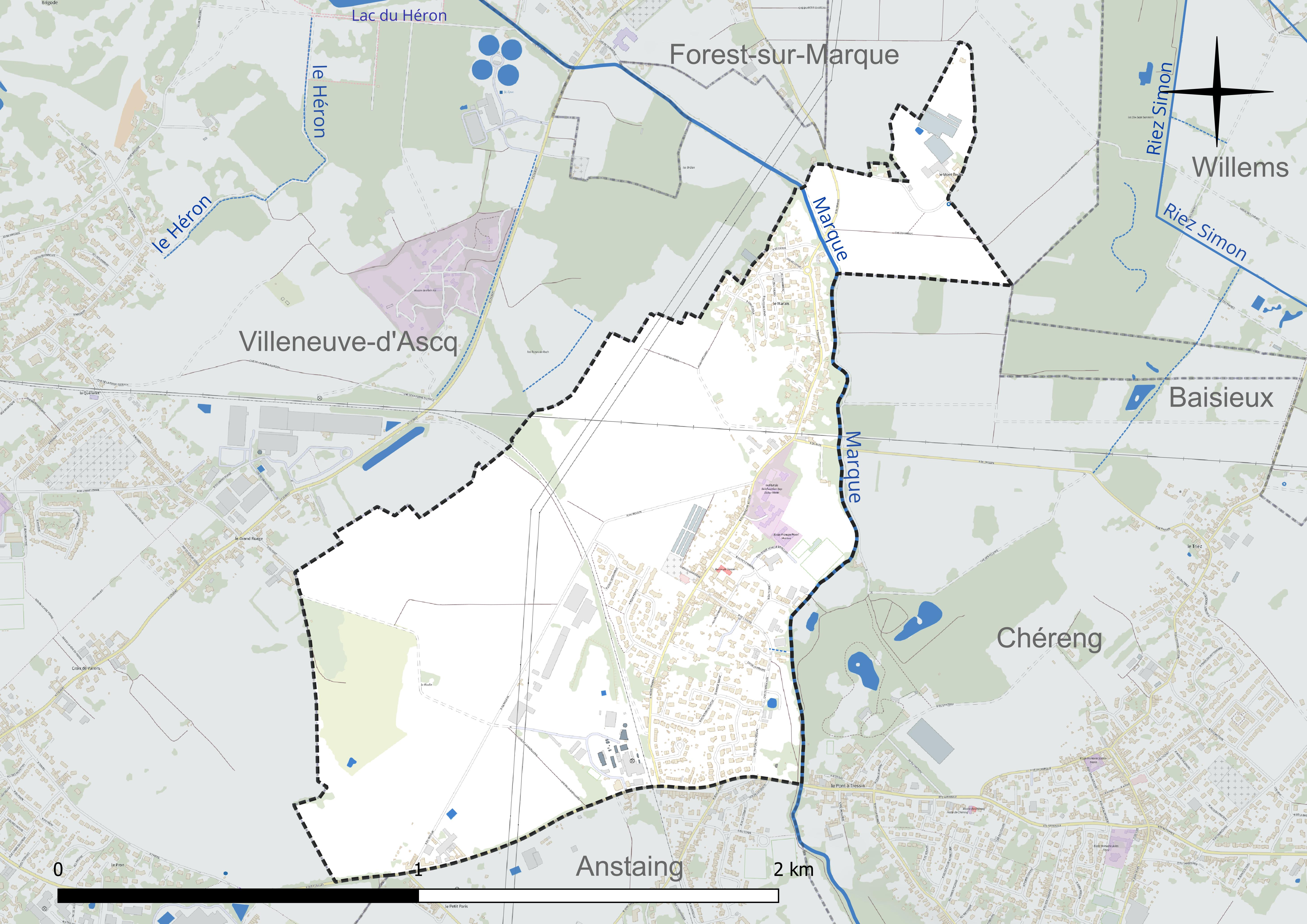
Réseau hydrographique de Tressin.

#### Gestion et qualité des eaux
Le territoire communal est couvert par le schéma d'aménagement et de gestion des eaux (SAGE) « Marque Deûle ». Ce document de planification concerne un territoire de 1 120 km2 de superficie, délimité par les bassins versants de la Marque et de la Deûle, formant une vaste cuvette sédimentaire de 40 km de long et de 25 km de large, où la pente est très faible. Le périmètre a été arrêté le 2 décembre 2005 et le SAGE proprement dit a été approuvé le 9 mars 2020. La structure porteuse de l'élaboration et de la mise en œuvre est la Métropole européenne de Lille. 
La qualité des cours d'eau peut être consultée sur un site dédié géré par les agences de l'eau et l'Agence française pour la biodiversité. 

### Climat
Pour des articles plus généraux, voir Climat des Hauts-de-France et Climat du Nord.
En 2010, le climat de la commune est de type climat océanique dégradé des plaines du Centre et du Nord, selon une étude du CNRS s'appuyant sur une série de données couvrant la période 1971-2000. En 2020, Météo-France publie une typologie des climats de la France métropolitaine dans laquelle la commune est exposée à un climat océanique et est dans la région climatique  Nord-est du bassin Parisien, caractérisée par un ensoleillement médiocre, une pluviométrie moyenne régulièrement répartie au cours de l'année et un hiver froid (3 °C).
Pour la période 1971-2000, la température annuelle moyenne est de 10,7 °C, avec une amplitude thermique annuelle de 14,4 °C. Le cumul annuel moyen de précipitations est de 683 mm, avec 12,1 jours de précipitations en janvier et 9,1 jours en juillet. Pour la période 1991-2020, la température moyenne annuelle observée sur la station météorologique la plus proche, située sur la commune de Lesquin à 7 km à vol d'oiseau, est de 11,3 °C et le cumul annuel moyen de précipitations est de 740,0 mm,. Pour l'avenir, les paramètres climatiques de la commune estimés pour 2050 selon différents scénarios d'émission de gaz à effet de serre sont consultables sur un site dédié publié par Météo-France en novembre 2022.

## Urbanisme

### Typologie
Au 1er janvier 2024, Tressin est catégorisée ceinture urbaine, selon la nouvelle grille communale de densité à sept niveaux définie par l'Insee en 2022.
Elle appartient à l'unité urbaine de Lille (partie française), une agglomération internationale regroupant 60  communes, dont elle est une commune de la banlieue,,. Par ailleurs la commune fait partie de l'aire d'attraction de Lille (partie française), dont elle est une commune de la couronne,. Cette aire, qui regroupe 201 communes, est catégorisée dans les aires de 700 000 habitants ou plus (hors Paris),.

### Occupation des sols
L'occupation des sols de la commune, telle qu'elle ressort de la base de données européenne d'occupation biophysique des sols Corine Land Cover (CLC), est marquée par l'importance des territoires agricoles (62,8 % en 2018), en diminution par rapport à 1990 (72,8 %). La répartition détaillée en 2018 est la suivante : 
terres arables (60,2 %), zones urbanisées (36,7 %), prairies (2,5 %), forêts (0,6 %). L'évolution de l'occupation des sols de la commune et de ses infrastructures peut être observée sur les différentes représentations cartographiques du territoire : la carte de Cassini (XVIIIe siècle), la carte d'état-major (1820-1866) et les cartes ou photos aériennes de l'IGN pour la période actuelle (1950 à aujourd'hui).

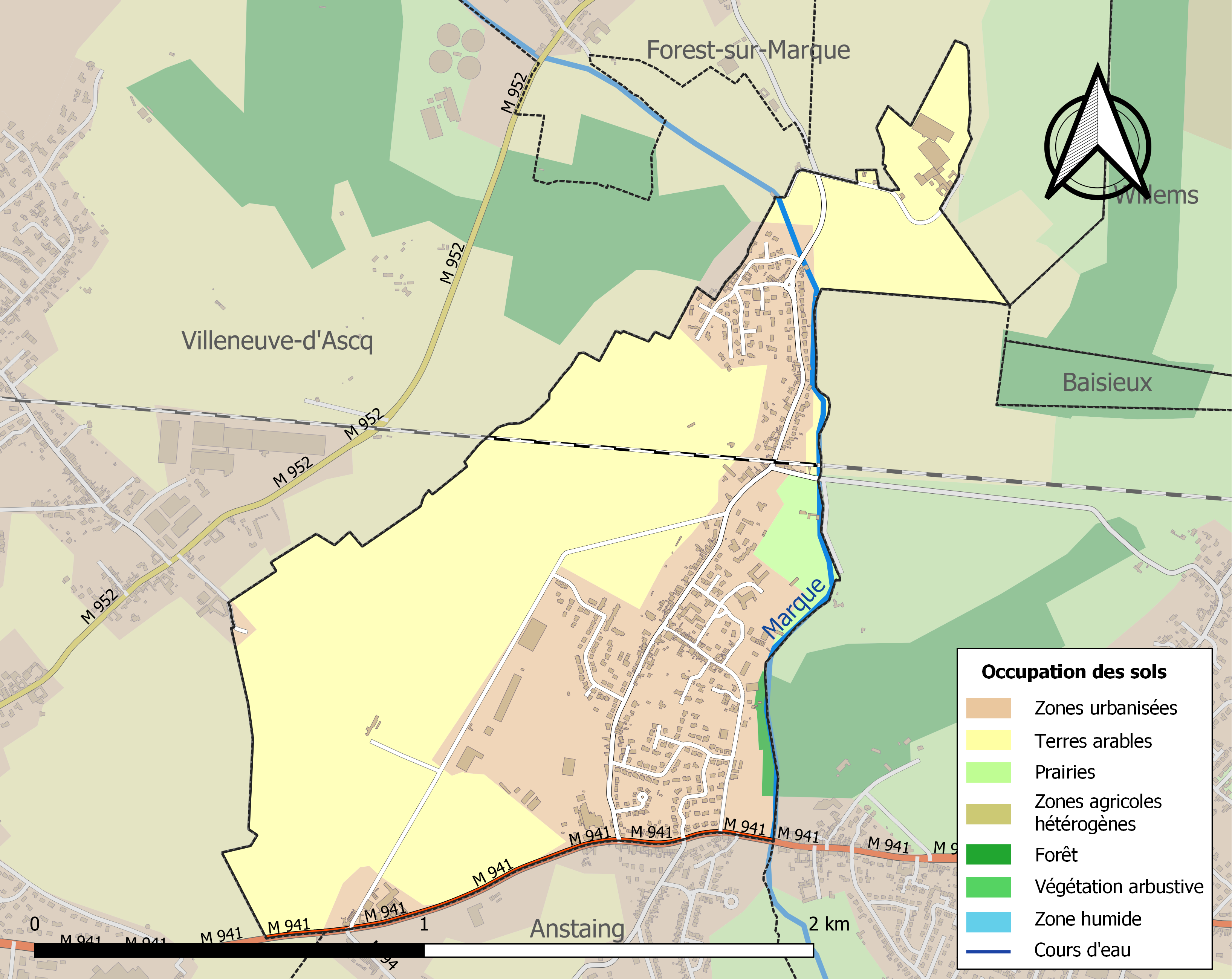
Carte des infrastructures et de l'occupation des sols de la commune en 2018 (CLC).

### Voies de communication et transports
La gare de Tressin était desservie par des trains reliant Ascq à Orchies jusqu'à la fermeture de la ligne.
La commune est desservie, en 2023, par les lignes 66, 72, 73 et par la ligne de transport à la demande 20R du réseau Ilévia.

## Histoire
Au XIIe siècle, Tressin est un fief tenu de la cour de Termonde au comté d'Alost. Aux XIIIe et XIVe siècles, ce sont les seigneurs de Montreul qui sont les seigneurs de Tressin.
Antoine Castelain, né en 1660, fils de Jean, seigneur des Champagnes, mercier, bourgeois de Lille et de Marie Heughe ou Weugle, est seigneur du Quesne à Tressin. Il est baptisé à Lille le 9 juillet 1660, devient bourgeois de Lille le 3 septembre 1683, épouse d'abord Marie-Joseph Capron, fille de Pierre et d'Hélène Pollet, baptisée à Lille le 9 mars 1662, puis se marie le 8 janvier 1686 avec Catherine Lorthioir, fille de Jean et de Martine de Wleesschavere, baptisée à Lille le 5 janvier 1664.

## Politique et administration

### Liste des maires
| Période                                  | Période   | Identité         | Étiquette | Qualité |
| ---------------------------------------- | --------- | ---------------- | --------- | ------- |
| Les données manquantes sont à compléter. |           |                  |           |         |
| ?                                        | ?         | Pierre Brabant   |           |         |
|                                          |           |                  |           |         |
| 1802                                     | 1807      | J. Fry,          |           |         |
|                                          |           |                  |           |         |
| 1881                                     | ?         | Fournestiau      |           |         |
|                                          |           |                  |           |         |
| mars 2001                                | mars 2016 | René Gabrelle    | PCF       |         |
| mars 2016                                | en cours  | Jean-Luc Verlyck |           |         |

### Instances judiciaires et administratives
La commune relève du tribunal d'instance de Lille, du tribunal de grande instance de Lille, de la cour d'appel de Douai, du tribunal pour enfants de Lille, du tribunal de commerce de Tourcoing, du tribunal administratif de Lille et de la cour administrative d'appel de Douai.

## Population et société

### Démographie

#### Évolution démographique
L'évolution du nombre d'habitants est connue à travers les recensements de la population effectués dans la commune depuis 1793. Pour les communes de moins de 10 000 habitants, une enquête de recensement portant sur toute la population est réalisée tous les cinq ans, les populations de référence des années intermédiaires étant quant à elles estimées par interpolation ou extrapolation. Pour la commune, le premier recensement exhaustif entrant dans le cadre du nouveau dispositif a été réalisé en 2006.

En 2022, la commune comptait 1 390 habitants, en évolution de −1,21 % par rapport à 2016 (Nord : +0,51 %, France hors Mayotte : +2,11 %).
| 1793 | 1800 | 1806 | 1821 | 1831 | 1836 | 1841 | 1846 | 1851 |
| ---- | ---- | ---- | ---- | ---- | ---- | ---- | ---- | ---- |
| 250  | 286  | 313  | 362  | 410  | 422  | 441  | 453  | 474  |

| 1856 | 1861 | 1866 | 1872 | 1876 | 1881 | 1886 | 1891 | 1896 |
| ---- | ---- | ---- | ---- | ---- | ---- | ---- | ---- | ---- |
| 449  | 464  | 439  | 502  | 508  | 522  | 522  | 641  | 553  |

| 1901 | 1906 | 1911 | 1921 | 1926 | 1931 | 1936 | 1946 | 1954 |
| ---- | ---- | ---- | ---- | ---- | ---- | ---- | ---- | ---- |
| 590  | 589  | 578  | 549  | 620  | 650  | 671  | 670  | 715  |

| 1962 | 1968 | 1975 | 1982 | 1990 | 1999 | 2006  | 2011  | 2016  |
| ---- | ---- | ---- | ---- | ---- | ---- | ----- | ----- | ----- |
| 640  | 839  | 847  | 899  | 890  | 935  | 1 195 | 1 289 | 1 407 |

| 2021  | 2022  | - | - | - | - | - | - | - |
| ----- | ----- | - | - | - | - | - | - | - |
| 1 395 | 1 390 | - | - | - | - | - | - | - |

#### Pyramide des âges
La population de la commune est relativement jeune.
En 2018, le taux de personnes d'un âge inférieur à 30 ans s'élève à 38,2 %, soit en dessous de la moyenne départementale (39,5 %). À l'inverse, le taux de personnes d'âge supérieur à 60 ans est de 19,5 % la même année, alors qu'il est de 22,5 % au niveau départemental.
En 2018, la commune comptait 691 hommes pour 718 femmes, soit un taux de 50,96 % de femmes, légèrement inférieur au taux départemental (51,77 %).
Les pyramides des âges de la commune et du département s'établissent comme suit.
| Hommes | Classe d’âge | Femmes |
| ------ | ------------ | ------ |
| 1,0    | 90 ou +      | 0,9    |
| 4,8    | 75-89 ans    | 7,1    |
| 13,2   | 60-74 ans    | 12,0   |
| 20,3   | 45-59 ans    | 21,4   |
| 21,5   | 30-44 ans    | 21,4   |
| 14,6   | 15-29 ans    | 14,6   |
| 24,6   | 0-14 ans     | 22,6   |

| Hommes | Classe d’âge | Femmes |
| ------ | ------------ | ------ |
| 0,5    | 90 ou +      | 1,4    |
| 5,3    | 75-89 ans    | 8,1    |
| 14,8   | 60-74 ans    | 16,2   |
| 19,1   | 45-59 ans    | 18,4   |
| 19,5   | 30-44 ans    | 18,7   |
| 20,7   | 15-29 ans    | 19,1   |
| 20,2   | 0-14 ans     | 18     |

### Sports
Les clubs de football de Tressin et des alentours se sont réunis pour former l'ECACTGS (Etoile Club Anstaing Chéreng Tressin Gruson Sainghin en mélentois).

## Culture locale et patrimoine

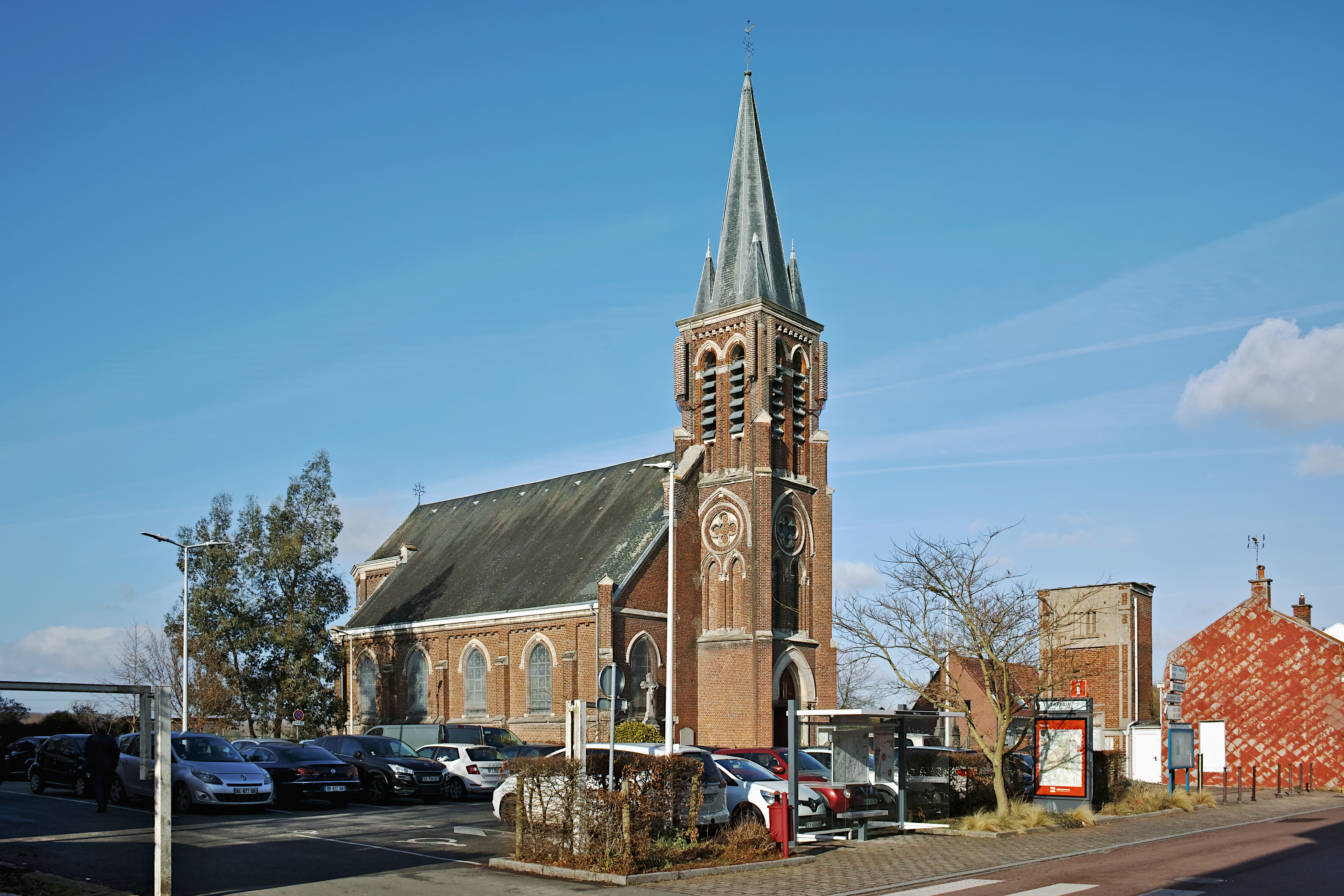
L'église Saint-Pierre.

### Lieux et monuments
- Église Saint-Pierre, érigée en 1874 par l'architecte lillois de la cathédrale Notre-Dame de la Treille : Charles Leroy.

## Personnalités liées à la commune

### Héraldique
| Blason de Tressin | Blason  | D'azur à l'écusson d'or chargé d'un lion de sable, armé et lampassé de gueules accompagné de huit fleurs de lis d'or ordonnées en orle. |
| Blason de Tressin | Détails | |